# Clardeluna
Clardeluna, pseudònim literari de Joana Barthes (Casa d'Arnas 11 de gener de 1898 - 1972), va ser una poeta i dramaturga occitana. Va néixer a Casa d'Arnas, al departament d'Erau; és autora de diversos poemes i obres de teatre en llengua occitana. Va ser la fundadora i la col·laboradora més activa de la revista Trencavel. Li fou atorgat el títol de Cigala d'or del Felibritge el 1941.
La seva obra Nèit d'estiu ('Nit d'estiu') va ser adaptada al teatre per Claudi Alranc i representada per la Rampa l'any 1998, per a commemorar el centenari del naixement d'aquesta brillant figura de la literatura occitana del segle xx.

## Obres
- Poesies:
  - Escriveta ('Escrivent'), 1926.
  - L'imagier ('La imatgeria'), 1927.
  - Lou miral magic ('El mirall màgic'), 1968.
  - Lou miral del temps ('El mirall del temps'), 1968.
  - Al païs estrange ('En país estranger'), 1968.
  - Lou camin esquerre: lou miral ancian ('El camí esquerre: el mirall antic'), 1974.
- Teatre:
  - Las gentilhos ('Les bondadoses'), 1928.
  - En velhant lou mort ('Vetllant el mort'), 1933.
  - Las loufos frejos ('Les llufes fresques'), 1933.
  - La neit d'estieu ('La nit d'estiu'), 1938.
  - Lous emmascoments e lous sounges ('Els encisos i els somnis'), 1930.